# Julien Wolff
Julien Wolff (* 1983 in Hamburg) ist ein deutscher Sportjournalist sowie Autor von Sach- und Jugendbüchern.

## Leben und Wirken
Julien Wolff wurde im Hamburger Stadtteil Hoheluft-Ost geboren, wo er auch aufwuchs. Er spielte bereits seit seiner Kindheit Fußball beim Eimsbütteler Turnverband (ETV), zunächst in der D-Jugend, später in der A-Jugend. Ab 2000 spielte er beim Niendorfer Turn- und Sportverein (NTSV) in der 3. Herrenmannschaft auf Kreisebene.
Nach dem Abitur begann Wolff als freier Mitarbeiter in seiner Heimatstadt für die Zeitung über Fußball zu berichten. Er kam in Kontakt zur Tageszeitung Die Welt Hamburg, für die er von 2003 bis 2006 als Sportreporter tätig war. Nach dem Volontariat 2006 bis 2008 an der Axel-Springer-Akademie wurde er 2009 Sportredakteur bei der Welt-Gruppe (Die Welt/Welt am Sonntag/Berliner Morgenpost).
Als Sportredakteur berichtet er schwerpunktmäßig über Fußball, speziell die deutsche Fußballnationalmannschaft und, da er in München lebt, den FC Bayern München. Besonders begeistert er sich für den Jugendfußball und die Talentförderung. Außerdem schreibt er über Fitnesstraining und Bodybuilding. 2015 trainierte er für eine Artikelserie ein gutes halbes Jahr intensiv bei Ercan Demir. Der Europameister und Vize-Weltmeister im Bodybuilding bereitete Julien Wolff dann auch 2017 für die Teilnahme an der 14. Deutschen Meisterschaft der German Natural Bodybuilding & Fitness Federation (GNBF) in Siegen vor, wo er in der Klasse „Mr. Physique über 22 Jahre, über 178,1 Zentimeter“ den 8. Platz belegte. Als nächstes gemeinsames Projekt von Demir und Wolff folgte das Trainingsbuch Natürlich fit und schlank (2018/2019). Zuvor hatte er bereits 2016 das Buch 111 Gründe, Bodybuilding zu lieben veröffentlicht. 
In den meisten seiner Buchveröffentlichungen, die er 2015 mit 111 Gründe, laufen zu gehen begann, beschäftigt sich Julien Wolff jedoch mit dem Fußballsport und dessen Protagonisten. So legte er 2016 eine Biografie des Fußballtrainers José Mourinho vor. Besonderen Erfolg hatten die beiden autobiografischen Bücher von Nationalspieler Thomas Müller, Mein Weg in die Startelf (2019) und Mein Weg zum Fußballprofi (2020), an denen Wolff als Co-Autor mitwirkte. Diese bei Oetinger veröffentlichten Erinnerungen richten sich vor allem an die jüngere Leserschaft. Das trifft auch auf die beiden Jugendromane Traumtreffer! (2019) und Rausgekickt! (2020) zu, die Julien Wolff im Carlsen Verlag veröffentlichte und in denen sich ebenfalls alles um den Fußball dreht.
Wolff ist Mitglied im Verband Deutscher Sportjournalisten (VDS) sowie in dessen Regionalverband Verein Hamburger Sportjournalisten.

## Werke (Auswahl)
- 111 Gründe, laufen zu gehen. Schwarzkopf & Schwarzkopf, Berlin 2015, ISBN 978-3-86265-455-0.
- mit Ralph Vollmers und Jana Moskito: Ey, Schiri, wir wissen, wo dein Auto steht! Aus dem nicht immer lustigen Leben eines Amateur-Schiedsrichters Schwarzkopf & Schwarzkopf, Berlin 2015, ISBN 978-3-86265-488-8.
- José Mourinho. Die persönliche Biografie des Special One. Riva, München 2016, ISBN 978-3-86883-941-8.
- mit Julia Templin: 111 Gründe, Bodybuilding zu lieben. Ein Fitness-Couple erklärt den stärksten und coolsten Sport der Welt. Schwarzkopf & Schwarzkopf, Berlin 2016, ISBN 978-3-86265-605-9.
- mit Ercan Demir: Natürlich fit und schlank. Das Erfolgsprogramm des Trainers von Sophia Thiel – die besten Rezepte, Übungen und Trainingspläne zum Abnehmen und Fitwerden. Riva, München 2018 (Online-Ausgabe), ISBN 978-3-7453-0265-3 und 2019 (Druck-Ausgabe), ISBN 978-3-7423-0684-5.
- Traumtreffer! Leon kickt sich durch. Carlsen, Hamburg 2019, ISBN 978-3-646-92160-1 (Online-Ausgabe) und ISBN 978-3-551-31698-1 (Druck-Ausgabe).
- mit Thomas Müller und Jan Birck: Mein Weg in die Startelf. Friedrich Oetinger, Hamburg 2019, ISBN 978-3-7891-1039-9.